# Гёйгёль (национальный парк)
Национальный парк Гёйгёль (азерб. Göygöl Milli Parkı) — парк, созданный 1 апреля 2008 года на территории Гёйгёльского района. Общая площадь парка — 12,755 гектаров (127,55 км²). Парк создан на базе Гёйгёльского государственного заповедника.

## История
Гёйгёльский запове́дник создан в 1925 году, и был первым в Азербайджане заповедником. Статус заповедника не раз был ликвидирован. Вновь создан в 1965 году. В 2008 году заповедник был преобразован в национальный парк.

## Цель создания
Основная цель создания — сохранение природных комплексов на субальпийских поясах северных склонов Малого Кавказа. Основными охраняемыми объектами являются природные комплексы гор, леса, субальпийские зоны в регионе северных склонов Малого Кавказа, озера Гёйгёль, Зелигёль, Маралгёль.

## Расположение
Гёйгёльский национальный парк расположен в Гёйгёльском районе, (северо-восточная часть Малого Кавказского хребта). Наивысшей точкой является гора Кяпаз.

## Озёра
На территорий Гёй-Гельскского природного заповедника находятся 8 озёр. Самые крупные: Гёйгёль, Зелигёль, Маралгёль, Гарагёль. Озера окружены горами. В Гёйгёле и других озёрах этого региона после своего появления в X—XII веках сформировалась популяция форели.
Гёйгёль является одним из самых больших озёр в Азербайджане. Вода озера пресная и голубая. «Гёй-гёль» на азербайджанском языке означает «синее озеро».

## Флора
Леса заповедника в основном составляют дуб, ольха, акация белая. Возраст деревьев в дубовых лесах достигает 90 лет, в тополиных лесах — 60 лет. В заповеднике также произрастают влажные тополиные леса с лианами и вязо-тополиные леса с кустарниковым подлеском. Лиано-тополиные леса характеризуются высокой продуктивностью. В них находятся гигантские деревья высотой до 40 метров и диаметром ствола до 2,5 метров.
Флора заповедника состоит из 420 видов растений, включая 77 видов деревьев и кустарников (клён, аконит, манжетка, астрагал, гвоздика, герань, Quercus petraea subsp. iberica (Steven ex M.Bieb.) Krassiln. — разновидность дуба скального (Quercus petraea) [syn.  Quercus iberica], Acer heldreichii subsp. trautvetteri (Medw.) A.E.Murray — Клён Траутфеттера, подвид клёна Хельдрейха).

## Фауна
Из хищников в заповеднике обитают волки, шакалы, лисицы, горностай, каменные куницы, камышовый кот, лесной кот, барсуки, а также 6 видов земноводных, 10 видов пресмыкающихся и 70 видов птиц. Из копытных животных обитают дикий кабан и благородный олень.

## Документалистика
- Документальный фильм. Проект «9 чудес Азербайджана» общественного объединения IDEA (International Dialogue for Environmental Action). Руководитель: Лейла Алиева. Координатор: Хикмет Нагдалиев. Режиссер: Игорь Бышнев. Азербайджан, 2015 г (28 октября 2017). Göygöl Milli Parkı / Goygol National Park / Гейгёльский национальный парк. Россия-Культура. {{cite episode}}: |series= пропущен или пуст (справка); Внешняя ссылка в |credits= (справка)[2][3].